# 21161 Yamashitaharuo
21161 Yamashitaharuo è un asteroide della fascia principale. Scoperto nel 1993, presenta un'orbita caratterizzata da un semiasse maggiore pari a 3,1661300 UA e da un'eccentricità di 0,0516344, inclinata di 13,86627° rispetto all'eclittica.